# Хамаланд (графство)
Хамаланд (Hamaland) — средневековое графство, располагавшееся в восточной части современных Нидерландов. Название — от народности хамавов, населявшей эту территорию.
Первый граф, о котором имеются сведения — Вихман I, упоминаемый в документе 855 года. Вероятно, он принадлежал к роду Биллунгов — герцогов Саксонии.
Следующий граф, о котором имеются сведения, — Мегинхард (920-е годы), сын Мегинхарда и его жены Эвезы, герцог Фризии с 898 года. Какое отношение он имел к Вихману I — не известно.
Преемник Мегинхарда (внук — сын его дочери Герберги) Вихман II/V (([930]-после 27 сентября 979).вероятно (как указывает имя) был одновременно и потомком Вихмана I.
Последняя правительница — Адела фон Хамаланд ([955/60]-после 1016), дочь Вихмана II/V. Её обвинили в подстрекательстве к убийству саксонского графа Вихмана (1016) и лишили владений.
Преемницей графства Хамаланд принято считать сеньорию Зютфен.